# Nova Fátima (kommun i Brasilien, Bahia)
Nova Fátima är en kommun i Brasilien.   Den ligger i delstaten Bahia, i den östra delen av landet, 1 000 km nordost om huvudstaden Brasília. Antalet invånare är 7 602.
Trakten runt Nova Fátima består i huvudsak av gräsmarker. Runt Nova Fátima är det glesbefolkat, med 19 invånare per kvadratkilometer.